# Herbert Schlosser
Herbert S. Schlosser (Atlantic City, 21 de abril de 1926 - Manhattan, 6 de agosto de 2021) foi um executivo estadunidense. Ele foi presidente e CEO da rede NBC.

## Biografia
Schlosser começou sua carreira como advogado corporativo, onde começou a trabalhar em projetos de televisão. Ele ingressou no departamento de negócios da rede NBC em 1960, negociando pessoalmente os acordos que trouxeram Johnny Carson da ABC para a emissora para apresentar The Tonight Show. Schlosser tornou-se presidente da rede em 1973. Três anos depois, ele também foi nomeado CEO. Enquanto esteve na NBC, Schlosser ajudou nas carreiras de Flip Wilson, Diahann Carroll, Redd Foxx, entre outros.
Schlosser desempenhou um papel fundamental na criação do Saturday Night Live, ele trabalhou com o então chefe de entretenimento da NBC, Dick Ebersol, que recrutou Lorne Michaels para criar o programa, que estreou em 11 de outubro de 1975.

## Vida pessoal
Schlosser se casou com Judith Gassner, e eles têm dois filhos, incluindo o jornalista Eric Schlosser.